# 천국보다 아름다운 (드라마)
《천국보다 아름다운》은 이남규와 김수진이 극본을 쓰고 김석윤이 연출을 맡은 2025년 대한민국의 로맨틱 판타지 텔레비전 시리즈이다. 김혜자, 손석구, 한지민, 이정은, 천호진, 류덕환이 출연한다. 이 시리즈는 늙은 여성과 사망한 남편의 천국에서의 파격적인 재회를 중심으로 전개된다. JTBC에서 2025년 4월 19일부터 5월 25일까지 매주 토요일과 일요일 22:30(KST)에 방영되었다. 일부 지역에서는 넷플릭스에서 스트리밍을 통해서도 볼 수 있다.

## 기획의도
죽음을 맞은 주인공이 사랑하는 사람을 천국에서 다시 만나는 현생 초월 로맨스 드라마

## 시놉시스
이해숙은 80세의 나이로 사망한다. 남편이 사고를 당한 이후, 그녀는 홀로 가족을 부양해왔다. 해숙은 천국입장상담소에 처음 도착했을 때 특이한 선택을 한다. 그녀는 죽은 후에도 80세의 모습을 유지하기로 결정한다. 그녀의 남편이 그녀가 언제나 아름다웠지만 특히 지금 더 아름답다는 애정 어린 말을 했던 것이 이 선택에 영향을 미쳤다. 해숙과 그녀의 남편 고낙준은 천국에서 재회한다. 그러나 그녀는 그가 젊은 30대 모습으로 나타난 것을 보고 충격을 받고, 그 역시 그녀가 늙어 보인다는 사실에 충격을 받는다. 사실, 해숙은 천국에서 젊은 모습으로 돌아가지 않기로 결정한 유일한 사람이다. 한편, 낙준은 천국의 우편배달부로 일하며 지상에서 온 소원 편지를 배달한다. 그는 해숙을 기다리는 동안 천국에 멋진 집을 지었고, 그녀보다 먼저 사망했다.

## 제작진

### 제작
- 황라경

### 제작사
- 스튜디오 피닉스
- SLL[1]

### 연출
- 김석윤

### 극본
- 이남규
- 김수진

## 등장 인물

### 주요 인물
- 김혜자 : 이해숙 역 (아역: 이유주 / 젊은 혜숙: 한지민[2]) - 거의 세 번의 인생을 살았다고 해도 과언이 아닌 인물, 낙준의 아내.
- 손석구 : 고낙준 역 (노년: 박웅) - 해숙의 남편이자 천국과 지상의 소원편지를 배달하는 천국의 우편배달부, 굴곡진 삶에 비해 천진난만함을 잃지 않은 만년 소년.
- 한지민 : 솜이 역 - 신원미상의 정체불명의 여인, 지옥행 지하철에서 낙준에 의해 구해진 여자.
- 이정은 : 이영애 역(아역: 신수아) - 해숙의 우산 방어법의 유일한 전수자인 일수계의 황소개구리
- 천호진 : 센터장 역 - 천국 지원센터의 수장
- 류덕환 : 목사 / 고은호 역 (아역: 최수호) - 회개고 뭐고 의미없는 천국에서 제일 할 일이 없는 사람 중 하나, 어렸을 적 미아가 되어 5살이라는 어린 나이에 숨을 거둔 불쌍한 영혼

### 천국지원센터
- 정지안 : 소울리스 역 - 천국 지원센터 내에서 오리엔테이션 진행 및 천국 생활 안내를 돕는다, 표정 없이 말투도 그냥 대충 하는 듯한 소울리스 화법으로 얘기한다.
- 조민국 : 천국 1 역 - 천국 지원센터 직원들
- 김우현 : 천국 2 역 - 천국 지원센터 직원들

### 유기견 삼총사
- 신민재 : 짜장 역
- 김충길 : 짬뽕 역
- 유현수 : 만두 역

### 지옥
- 천호진 : 염라 역
- 박수영 : 지옥 전반을 관리하는 팀장 역

### 해숙의 가족
- 최희진 : 쏘냐 역
- 이아주 : 한경자 역 - 이해숙의 엄마
- 미상 : 해숙의 아빠 역
- 미상 : 해숙 아빠의 첩[3] 역
- 주민경 : 박종귀 역 (7회 ~ 8회)

### 그 외 인물
- 민지[4] : 나레이션 버튼 역
- 정진각 : 강정구 역 (젊은 시절: 문정환)
- 박재철 : 이영애의 아버지 역
- 박은우 : 천국지원센터 직원 역 (1회)
- 미상 : 통장을 껴안고 울던 남매의 엄마 역

### 에피소드별 등장인물

#### 1회
- 미상 : 장기환 역

#### 2회
- 주부진 : 박갑례 역 (아역: 최하윤[5]
- 미상 : 박갑례의 며느리 역

#### 3회
- 유호한[6] : 버스 기사 역

#### 4회
- 정선철 : 박철진 역 - 지옥 이탈자

#### 5 ~ 6회
- 미상 : 지옥에 잘못 온 천국인 역
- 미상 : 입 찢어진 죄인 역
- 손종화 : 폐지 줍는 노인 역 (천국에서의 모습: 박선오)
- 김욱 : 정찬우 역
- 이수빈 : 정보람 역
- 미상 : 강영숙 역
- 미상 : 아동학대로 지옥으로 간 노부부 역
- 미상 : 아이와 함께 극단적인 선택을 한 부부 역

#### 7회
- 김하리 : 이은숙 역
- 안주미 : 밍키 역

#### 10회
- 윤예주 : 이영순 역 - 박철진의 아내

#### 12회
- 미상 : 최두강 역
- 장미자[7] : 편의점 할머니 역
- 김용명[8] : 용변이 급한 지나가는 행인 역

### 특별출연
- 조우진 : 저승사자 역 (1회)

## 제작

### 기획 개발
이 시리즈는 《눈이 부시게》 (2019)를 집필한 이남규와 김수진이 집필하고, 《눈이 부시게》 (2019)와 《힙하게》 (2023)를 연출한 김석윤이 연출을 맡았다. 스튜디오 피닉스와 SLL이 제작을 담당했다.

### 캐스팅
2024년 1월, 김혜자는 주연 배우로 출연을 확정했다. 2024년 5월, 한지민, 이정은, 손석구, 류덕환이 캐스팅 제안을 긍정적으로 검토 중이라고 보도되었다.

### 촬영
본 촬영은 2024년 5월에 시작되었다.

## 공개
2024년 12월, JTBC는 천국보다 아름다운을 2025년 상반기 방영 예정 드라마 중 하나로 공개했다. 두 달 후, 이 시리즈가 2025년 4월에 방영될 것이라고 보도되었다. 2025년 3월, 토일 드라마 시간대인 22:30(KST)에 방영되는 것이 확정되었다. 또한 일부 지역에서는 넷플릭스에서 스트리밍도 가능하다.

## 시청률
최저 시청률과 최고 시청률은 시청률 조사회사와 지역별로 시청률에 차이가 있을 수 있습니다.
| 2025년 | 2025년   | 2025년         | 2025년       |
| 회차   | 방송일   | AGB 시청률     | AGB 시청률   |
| 회차   | 방송일   | 대한민국(전국) | 서울(수도권) |
| ------ | -------- | -------------- | ------------ |
| 제1회  | 4월 19일 | 5.763%         | 6.782%       |
| 제2회  | 4월 20일 | 6.126%         | 7.156%       |
| 제3회  | 4월 26일 | 5.962%         | 6.751%       |
| 제4회  | 4월 27일 | 6.381%         | 7.222%       |
| 제5회  | 5월 3일  | 5.918%         | 6.363%       |
| 제6회  | 5월 4일  | 6.692%         | 7.134%       |
| 제7회  | 5월 10일 | 6.410%         | 7.466%       |
| 제8회  | 5월 11일 | 6.885%         | 7.640%       |
| 제9회  | 5월 17일 | 6.108%         | 6.666%       |
| 제10회 | 5월 18일 | 4.946%         | 5.275%       |
| 제11회 | 5월 24일 | 7.013%         | 7.099%       |
| 제12회 | 5월 25일 | 8.345%         | 8.851%       |

## OST
나는 반딧불-정중식, HAPPY-데이식스

## 참고 사항
- 이정은과 천호진은 2020년에 방송된 KBS2 주말연속극 《한번 다녀왔습니다》 이후로 5년만에 재회하는 작품이다.
- 2019년에 방송된 JTBC 드라마 <눈이 부시게> 사단과 2022년에 방송된 JTBC 주말드라마 <나의 해방일지> 사단이 뭉친 것으로 보인다.
- <눈이 부시게>, <힙하게>를 만든 작가 이남규와 감독 김석윤, 배우 김혜자, 한지민이 재회한다.
- 이정은과 한지민은 <아는 와이프>, <눈이 부시게>, <우리들의 블루스>, <욘더>, <힙하게>에 이어 6번째 재회하고 <힙하게>에 이어 2년만에 JTBC 드라마에 출연한다.
- 손석구 왈 김혜자가 나의 해방일지를 보고 PD에게 자신을 추천했다고 한다. 그래서 자신도 언제 김혜자 선생님과 멜로물을 찍어보겠냐고 냉큼 수락했다고 한다.
- 배우 김혜자는 실제로 남대문교회 집사이다.
- 김혜자가 도시락 모델로 계약 중인 GS25에서 본작과의 콜라보레이션 식품을 출시했다.
- 드라마 내 삽화는 일러스트레이터 키크니가 담당하였다.
- 이 프로그램은 JTBC 토일드라마로 분류되지만 넷플릭스가 독점 스트리밍을 맡으면서 JTBC 홈페이지, 모바일 앱 JTBC NOW와 TVING에서 다시보기가 제공되지 않는다. 단, 실시간 방송은 제공되며, TVING에서는 실시간 방송 중 유료 회원에게 제공되는 타임머신 기능을 이용할 수 있다.

## 같이 보기
- 대한민국의 텔레비전 드라마 목록 (ㅊ)
- 2025년 대한민국의 텔레비전 드라마 목록